# Juanjo Domínguez
Juanjo Domínguez (Junín, 23 de octubre de 1951-Buenos Aires 10 de febrero de 2019) fue un guitarrista argentino. Su repertorio se basa principalmente en la música popular. Fue ganador de un Premio Konex en 2005 como uno de los mejores instrumentistas de la última década en la Argentina.

## Biografía
A los cinco años tuvo su primer contacto con el instrumento; su padre lo inscribió en la Academia Oliva, de Lanús. A los doce años se recibió como profesor de guitarra, solfeo y teoría. Gracias a una beca pudo estudiar en el Conservatorio Julián Aguirre de Lomas de Zamora bajo la tutela de María Angélica Funes.

Es indudable que se trata de un guitarrista fuera de serie y que confirma el juicio que emitiera el gran Berlioz al decir que la guitarra es una orquesta en miniatura, ya que Juanjo Domínguez logra sorprendentes efectos orquestales con sus escalas de trémolos dobles de vertiginoso vuelo musical y logra que se recuerde siempre el mencionado juicio de Berlioz.
María Luisa Anido

Cuando Juanjo tenía quince años dejó sus estudios clásicos y se decantó por la guitarra popular. Empezó acompañando al cantante de boleros Rosamel Araya y a cantantes de tango de esa época (Alberto Morán, Alberto Podestá, Alberto Echagüe, Armando Laborde). Además tocaba con un trío melódico llamado Los Antonios, el cual interpretaba valses peruanos y boleros, acompañando al cantante Bienvenido Cárdenas. 
A lo largo de su carrera tocó junto a María Graña, Roberto Polaco Goyeneche, Horacio Guarany, Armando Manzanero, Diego El Cigala, Chango Nieto y Juan Darthés.
Residió en la localidad de Burzaco desde los treinta años, donde fue nombrado Ciudadano ilustre en 2007.

## Trayectoria
Domínguez grabó más de ciento treinta discos a lo largo de su carrera, con compañeros como Rubén Juárez, Hugo Marcel, Alberto Morán, Alberto Echagüe, María Graña, Alberto Podestá, Horacio Molina, Chango Nieto, María Martha Serra Lima, Andrés Calamaro,Virginia Luque en dúo con Raúl Barboza y muchos más, aunque dos de sus máximos lazos estéticos hayan sido con Roberto Goyeneche y Horacio Guarany. Grabó 24 discos como solista yendo desde el jazz hasta la música argentina (tangos, milongas, zambas y valses criollos). Confiesa haber terminado con su paso por los estudios discográficos como solista.

Quien hable de guitarras y de talento no debe omitir a Juanjo Domínguez.
Lalo Schifrin (1932−), compositor y músico argentino

## Estilo
Domínguez fue un verdadero virtuoso de la guitarra. Sus escalas dobles, sus trémolos en tres cuerdas (inventados por él mismo cuando al estudiar Recuerdos de la Alhambra del maestro Francisco Tárrega (1852-1909) le parecía que efectuando el trémolo en una sola cuerda se limitaba el sonido), su velocidad comparable con la de un instrumento de arco y su alto nivel de improvisación lo convierten en un guitarrista único. Declaró haber tomado su inspiración del célebre homólogo paraguayo Agustín Barrios (1885-1944). Este era también un notable improvisador (como todos los grandes músicos de la antigüedad) y fue un «molde» para la construcción de su técnica.